# Jean Falp
Jean Falp est un architecte espagnol actif en France de la fin du XIXe siècle et du début du XXe siècle.

## Biographie
Jean Falp est né à Rosas en Catalogne le 30 juin 1868. Lors du recensement de 1936 à Paris, il réside au 73 rue Michel-Ange. Il précise être de nationalité espagnole. Il décède à cette même adresse le 26 juillet 1943. Il est inhumé au cimetière de l'Ouest de Boulogne-Billancourt.

## Constructions
Plusieurs immeubles ont été construits dans le style Art Nouveau, en Île-de-France sur les plans de Jean Falp.
L’inventaire général du patrimoine culturel de la France recense à Montreuil en Seine-Saint-Denis l'immeuble situé 104 avenue du Président-Wilson, et en particulier le portail ainsi que le hall d'entrée et sa frise,,,.
Entre 1899 et 1907, Jean Falp dessine les plans dans le style Art Nouveau, de plusieurs immeubles à Paris, exclusivement dans les 11e et 12e arrondissements de Paris. D’abord au 41,  avenue de Saint-Mandé : cet immeuble présente déjà les caractéristiques qui feront la spécificité de Jean Falp : une architecture assez massive, de nombreux ornements sculptés représentant des filles aux longues chevelures, des animaux (chats, oiseaux, souris...),, ornementation que l'on retrouve 11 bis, rue Faidherbe, dans le 11e arrondissement et
sur l'immeuble du 41 avenue de Saint-Mandé, sur les immeubles situés 2,4 et 6 rue Dorian, et 17 avenue du Bel-Air dans le 12e arrondissement. Un immeuble de Boulogne-Billancourt, au 19bis rue de Vanves, sera également construit sur les plans de Jean Falp.

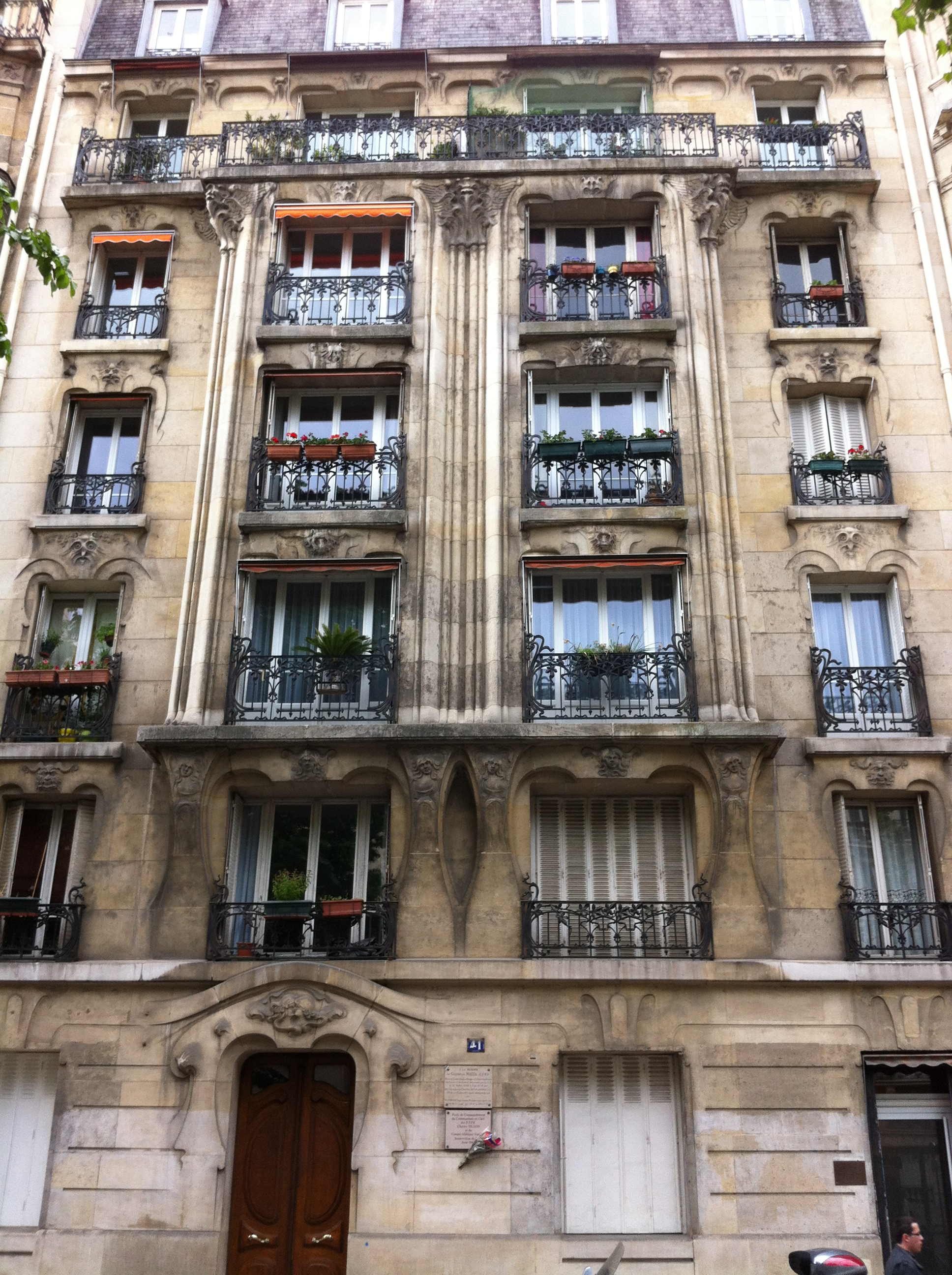
Immeuble du 41, avenue de Saint-Mandé, dans le XIIe arrondissement de Paris
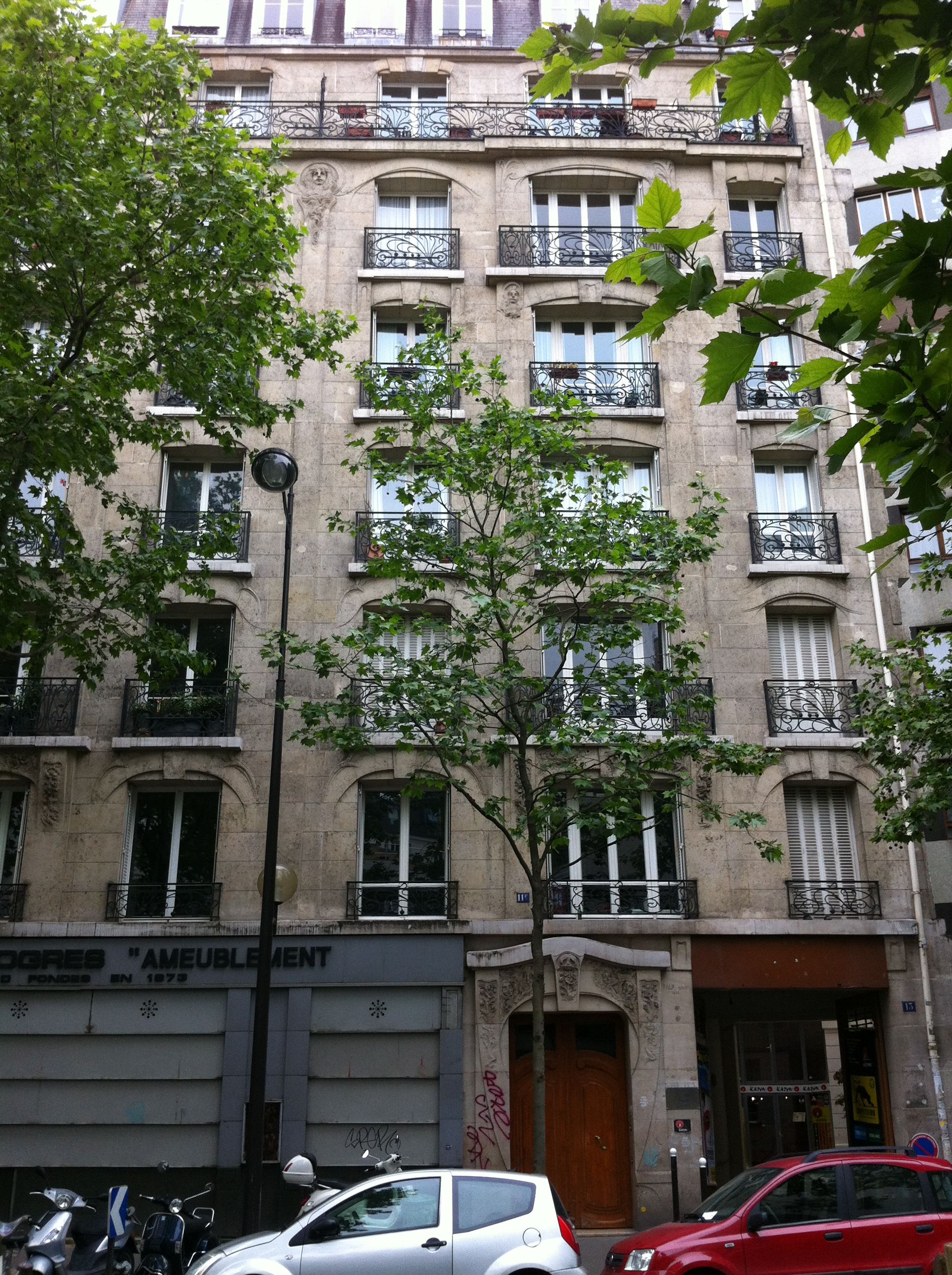
Immeuble du 11 bis, rue Faidherbe, dans le XIe arrondissement de Paris
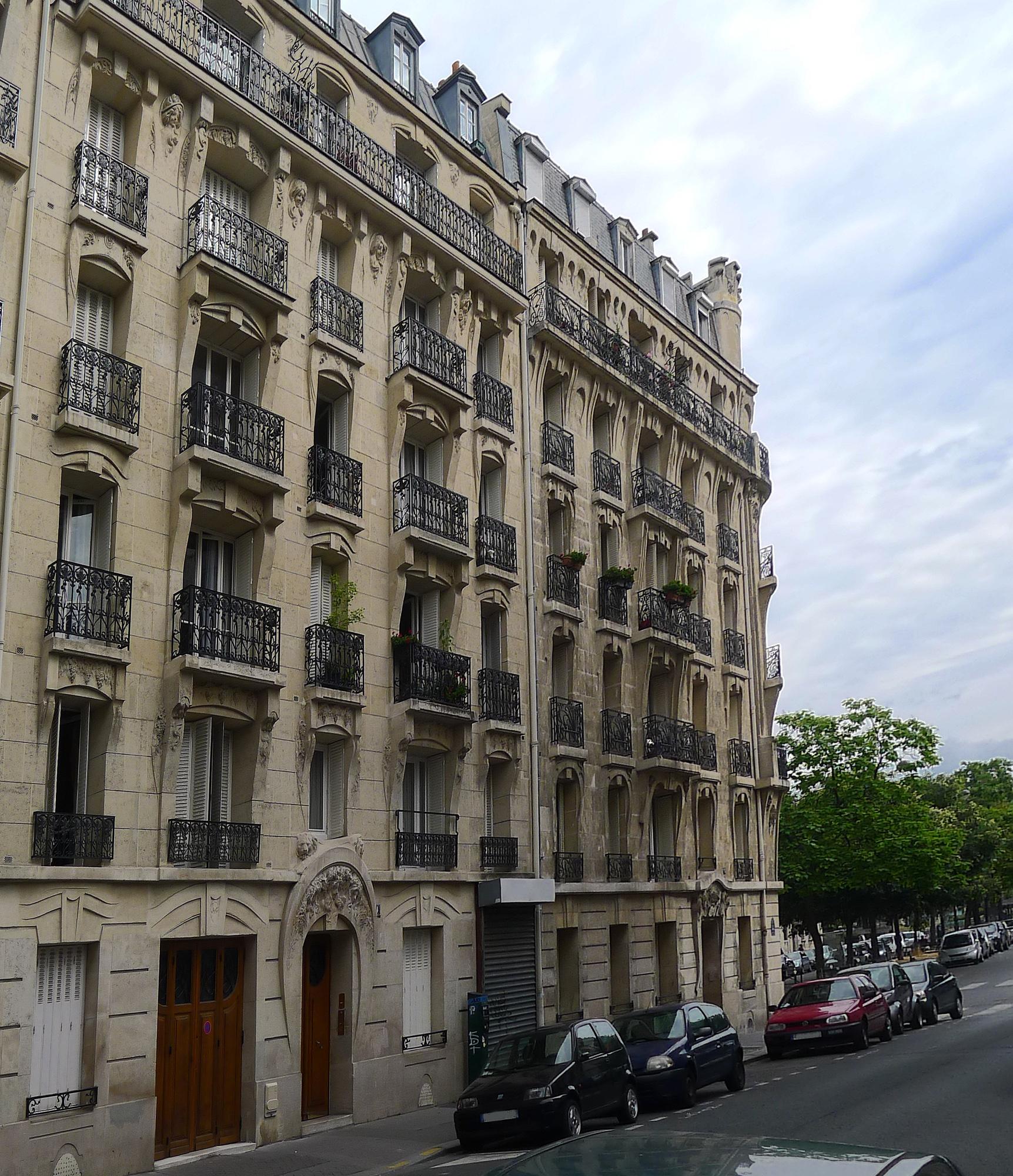
Immeubles n°2 et n°4 de la rue Dorian